# Ita
För andra betydelser, se Ita (olika betydelser).
Ita är ett latinskt ord som betyder "så" (dvs "på så sätt") och används även som ja-svar, vilket må inte vara standard. Ja på latin är mer eller mindre oklart, gentemot nej.

## Ja-svar
För ett ja-svar på latin så säger man främst ita [est]. Ordet est, tredje person i presens, betyder "han/hon/det är", och kan väljas att inkluderas i detta ja-svar, därför anges det inom hakparenteser eller parenteser efter  ita i ordböcker. Därav betyder ordagrant ita [est] "[det är] så" "(dvs [det är] på så sätt"). Det finns även ita vero, "så för det sanna". Meningen sic [est] kan också användas som ja-svar, dock betyder sic "så". Även etiam, "också", kan användas som ja-svar. För ett nej-svar används främst non, vilket betyder både "inte" och "nej".
- ja - ita [est], ita vero, sic [est], etiam
- nej - non, non ita [est], haud
- nej tvärtom - immo
- svara ja eller nej - aut etiam aut non respondere